# Куландинский конный завод
Куландинский конный завод (каз. Құланды жылқы зауыты) — упразднённый населённый пункт в Аральском районе Кызылординской области Казахстана. Входил в состав Саксаульского сельского округа. Код КАТО — 433257580. Упразднён в 2018 г.

## Население
В 1999 году население населённого пункта составляло 494 человека (228 мужчин и 266 женщин). По данным переписи 2009 года, в населённом пункте проживало 217 человек (101 мужчина и 116 женщин).